# Camillo de' Medici di Gragnano

Stemma dei Medici

Camillo de' Medici (Gragnano, 1543 – Napoli, 1598) è stato un nobile, giurista e avvocato italiano.

## Biografia

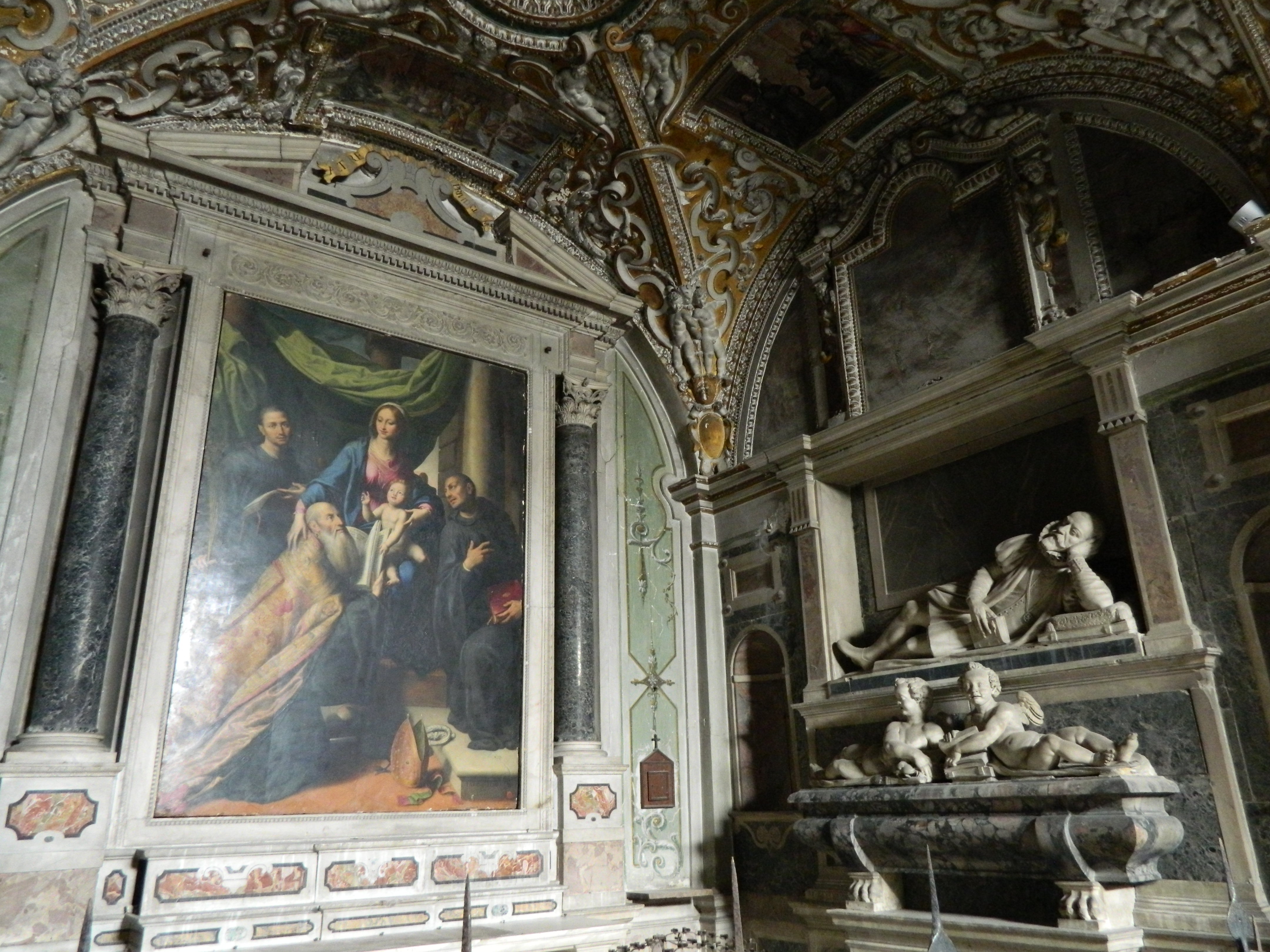
Il Sepolcro di Camillo de' Medici

Camillo appartenne ad un ramo cadetto della famiglia Medici, detto "di Gragnano" (parte della Provincia di  Principato Citra), documentato fin dal 1269 con un tal Guglielmo, giudice et percettore di collette in Gragnano. 
La figura di Camillo, e della famiglia fiorentina a Napoli, è da sempre rimasta arginata in secondo piano di fronte alla storia ufficiale, malgrado il ruolo di primo piano da essa esercitato nel tessuto della città per almeno cinque secoli. È dunque verosimile che fra i "consorti napoletani" dei Medici fiorentini menzionati dall'umanista Cristoforo Landino, già un secolo prima dell'origine di un altro ramo cadetto mediceo, quello dei Medici di Ottajano, siano da enucleare proprio i Medici di Gragnano i cui reperti architettonici disseminati fra varie chiese di Gragnano mettono in risalto lo spazio che questi riuscirono a ritagliarsi nella città, dove la sfera d'influenza comprendeva, fin dalla prima metà del Quattrocento, le chiese di San Marco (il loro "mausoleo"), dell'Assunta, del Corpus Domini, di San Tommaso di Canterbury, il convento dei Carmelitani e quello degli Agostiniani Scalzi.
Il riconoscimento da parte del granduca di Toscana delle sue illustri radici fiorentine non fu privo di ostacoli, a causa, come Camillo ebbe a ricordare in una sua memoria, di voci esterne maligne che lo avevano accusato di essersi abusivamente appropriato di tale cognome. La legittimazione al casato mediceo avvenne solo nel 1582, a seguito di una causa giudiziaria e di un successivo decreto concessorio del Granduca Francesco I de' Medici. Il 13 ottobre 1589, invece, dal gran maestro Ferdinando de' Medici, proprio a seguito del riconoscimento delle sue origini fiorentine, fu nominato precettore, commendatario, questore e tribuno dell'Ordine di Santo Stefano papa e martire. A riprova della sua nobiltà di natali resta l'opera del genero Fabio Capece Galeota e di  Bartolomeo Chioccarelli, colto e competente giurista napoletano a lui contemporaneo, nonché ricercatore attento ed infaticabile cui era stato affidato l'incarico delicato e prestigioso di raccogliere e di unificare l'archivio della Real Giurisdizione del Regno di Napoli. Restano inoltre a testimoniarlo le cappelle gentilizie, le tombe, le armi e i marmi scolpiti sugli antichi monumenti della famiglia tra Gragnano, Castellammare di Stabia e Napoli, i contratti notarili, i privilegi reali, le cariche pubbliche ricoperte, le magistrature, il censo, i feudi posseduti, le segrezie, nonché il parentado con famiglie nobili quali i Mormile, gli Anguillara, gli Orsini, i Capece Galeota, gli Avitaia.
Morì a Napoli e si fece eternare nel sepolcro di una delle più prestigiose chiese del seggio napoletano di Montagna, quella dei Santi Severino e Sossio all'interno della Cappella Medici di Gragnano.